# Tränenpalast
Le Tränenpalast [ˈtʁɛːnənpaˌlast] ou palais des Larmes est le surnom donné, après la fermeture de la frontière et la construction du mur de Berlin, à l'un des principaux postes-frontières berlinois situé près de la gare terminus de Friedrichstraße, permettant ainsi le passage entre Berlin-Ouest et Berlin-Est. Le poste douanier, baptisé « palais des Larmes » en raison des nombreux adieux qui s'y sont déroulés jusqu'en 1989, a été conservé.

## Histoire
Après la construction du Mur de Berlin, la gare de Friedrichstrasse s'est retrouvée entièrement dans le secteur soviétique de Berlin. Cependant, quelques S-Bahn et des lignes de métro s'arrêtant à la gare étaient accessibles seulement depuis Berlin-Ouest, et les voyageurs venant de cette partie de la ville se rendaient alors à la gare de Friedrichstrasse pour changer de train ou voyager dans le reste de la République démocratique allemande. 
Le « Tränenpalast » fut construit au nord de la gare pour faire face à ce trafic et à l'agrandissement de celle-ci. Il était utilisé seulement comme lieu de transit, avec différents points de contrôle pour les citoyens de Berlin-Ouest, citoyens d'Allemagne de l'Ouest, étrangers, diplomates, voyageurs en transit et citoyens d'Allemagne de l'Est. À la porte du bâtiment, se trouvait un poste de garde, qui avait pour fonction de veiller sur les personnes ayant le droit de franchir la frontière et celles n'y ayant pas accès. C’est au Tränenpalast qu'avaient lieu les derniers adieux.

## Après la chute du mur
En 1991, et après la chute du Mur, le poste-frontière est transformé en club et théâtre par Marcus Herold. Jusqu'en 2006, se succèdent pièces de théâtre, lectures publiques et concerts de jazz (Amy Winehouse y a chanté le 28 septembre 2004). Le 2 février 1990, le bâtiment est classé monument historique. 
En septembre 2011, le « Palais des Larmes » est transformé en musée. La chancelière Angela Merkel inaugure la nouvelle exposition permanente. L'exposition informe les visiteurs sur la vie quotidienne dans l'Allemagne divisée. Elle réunit divers objets, documents, photos, films et pistes audio. Les grandes étapes du processus de réunification y sont retracées.

## Galerie

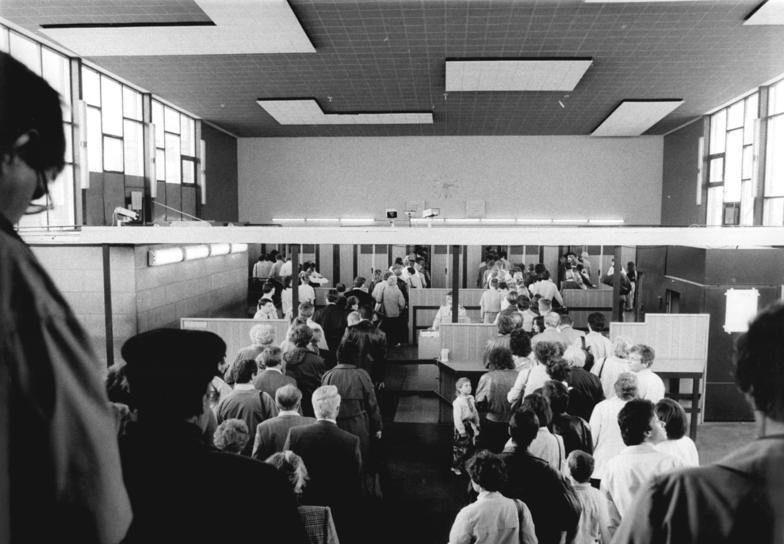
Intérieur du poste-frontière Tränenpalast en 1990.
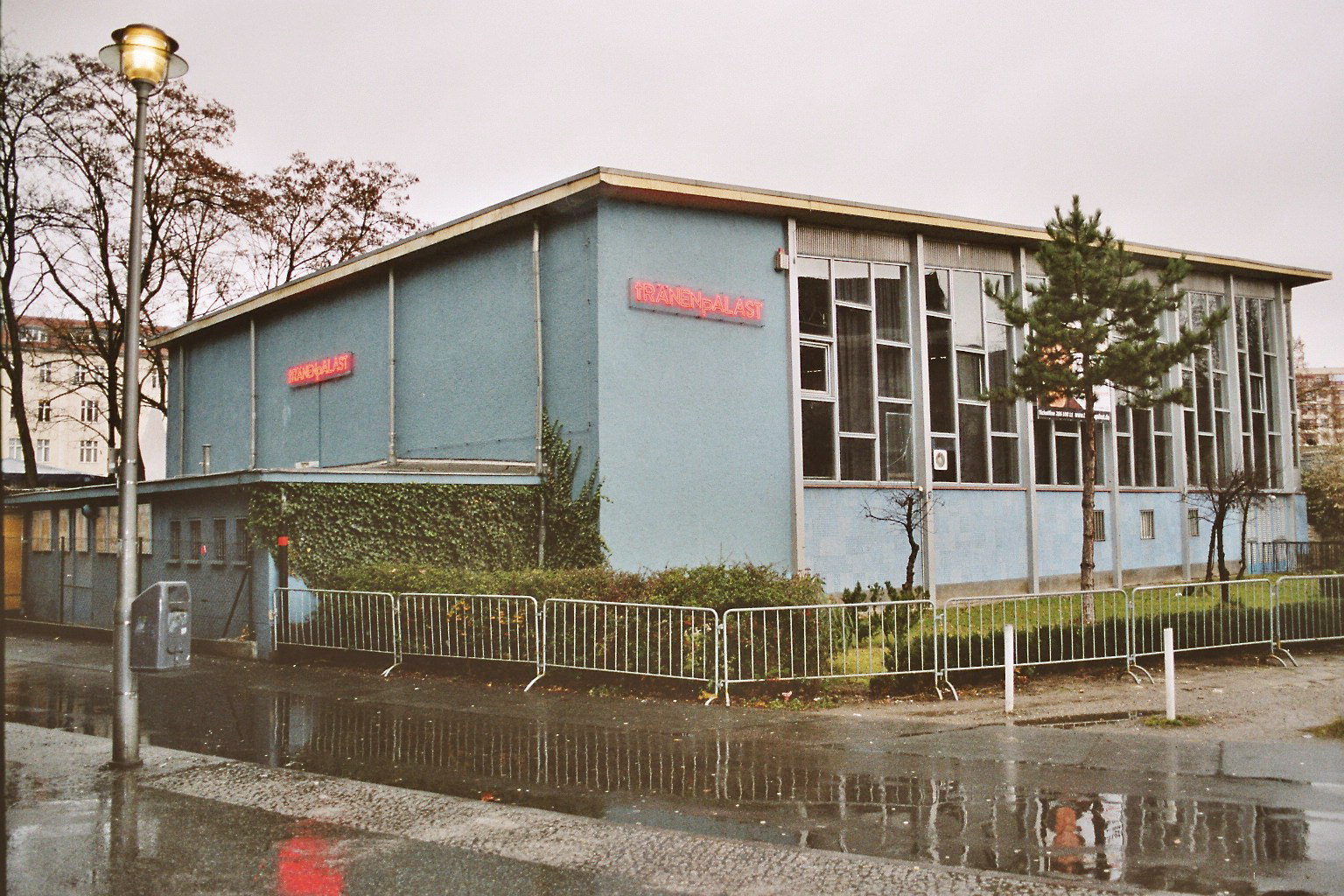
En décembre 2004.
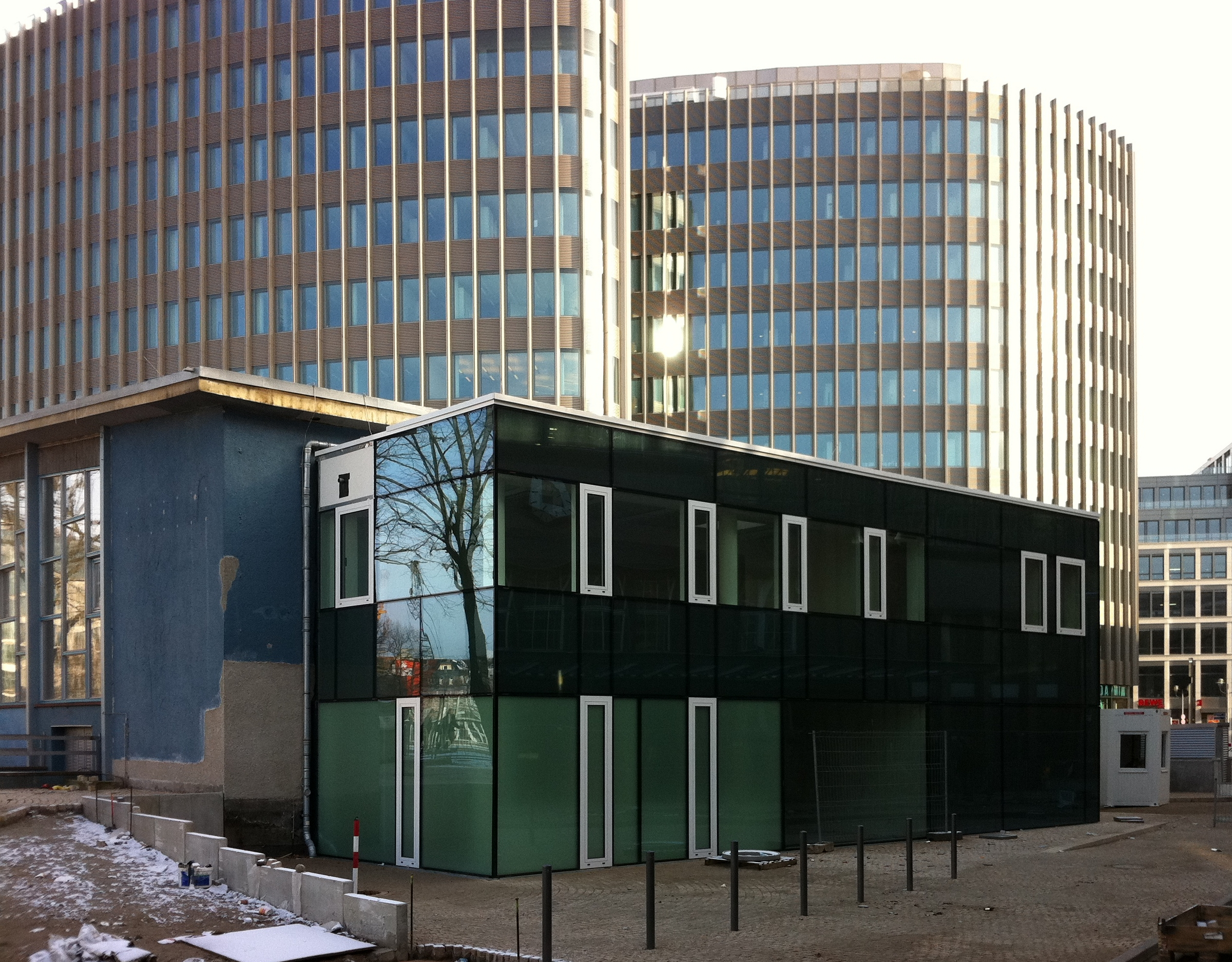
Le Tränenpalast en rénovation en janvier 2011.